# California City (Kalifornija)
California City je grad u američkoj saveznoj državi Kalifornija. Prema popisu stanovništva iz 2010. u njemu je živjelo 14,120 stanovnika.